# アンダースレット
アンダースレット (Under Threat)は、コロンビアのメロディックデスメタルバンド。Underthreatと一続きで綴られる場合もあるが、公式ホームページやマイスペースなどでは、UnderとThreatに分かれている。日本盤は一続きの綴りのものを採用したのか、日本語表記は中黒(・)で区切られていない。

## 略歴
1997年に、コロンビアでジョン・ペレス (Vo)、ニコラス・ベルムデス (G)、ダビド・ベルムデス (B)の3人で結成。結成時のバンド名は、Skulptorというバンド名であった。結成後、アレハンドロ・ロハス (Ds)が加入する。
1999年にバンド名を、Under Threatにバンド名を変更。同年に1stフルアルバム『Hipostasis』をレコーディングし、コロンビアのインディーズレコードレーベル、トランシルヴァニア・ミュージックからリリースしデビューする。ライブ活動を活発化し、2人目のギタリストとして、エリック・レイダーが加入する。2003年には、コンクエスト・ミュージックから2ndアルバム『Behind Mankind's Disguise』をリリースする。
エリック・レイダーは、2ndアルバムに正式メンバーとしてクレジットされたが、2004年時点で正式メンバーからは外れている。その後は、ライブではサポートギタリストを立ててツインギターでライブを行う。ただし正式加入はせず、ライブ時のサポートメンバーに留まっている。2006年には、3rdアルバム『Deathmosphere』をリリースする。同アルバムは、バーバリアン・ レコード(北米)、ヘイトワークス・レコード(南米、欧州)からリリースされた。日本では、サウンドホリックのHIDDEN MANIACS SERIESの第32弾としてリリースされた。
その後、メンバーが他バンドでの活動で忙しくなったりしたこと、メンバーが別々の国に住んでいることなどから活動を停止していた。
2011年4月、オフィシャルサイトで、活動を再開し新アルバムをレコーディングに入ることが発表された。2011年7月、ジョン・ペレスが脱退した。ボーカルはニコラス・ベルムデスが兼任することとなった。
2013年、4thアルバム『The Manifested Void』をリリース。2017年、5thアルバム『The Prison Within』をリリース。

## メンバー

### 現メンバー
- ニコラス・ベルムデス (Nicolas Bermudez) - ギター、ボーカル
2011年のジョン・ペレス脱退後からボーカル兼任となった。
- ダビド・ベルムデス (David Bermudez) - ベース
- アレハンドロ・ロハス (Alejandro Rojas) - ドラムス

### 旧メンバー
- ジョン・ペレス (John Perez) - ボーカル
- エリック・レイダー (Erick Leider) - ギター

## ディスコグラフィー
- 1999年 Hipostasis
- 2003年 Behind Mankind's Disguise
- 2004年 Demo 2004 (Demo)
- 2006年 Deathmosphere
- 2013年 The Manifested Void
- 2017年 The Prison Within